# SRJ 50
Die schwedische Diesellokomotive SRJ 50 wurde 1939 für Stockholm–Roslagens Järnvägar (SRJ) von der Diesel Elektriska Vagn Aktiebolaget (DEVA) in Västerås gebaut. 1944 erfolgte ein Umbau in eine Elektrolokomotive.

## Geschichte
Die Schmalspurlokomotive mit der Spurweite von 891 mm wurde 1939 von der Diesel Elektriska Vagn Aktiebolaget (DEVA) mit der Baunummer 54 als dieselelektrisches Fahrzeug gebaut. Es war die letzte von DEVA gebaute Lokomotive, bevor das Herstellerwerk geschlossen wurde. 1944 erfolgte durch die Allmänna Svenska Elektriska Aktiebolaget (ASEA) ein Umbau auf rein elektrischen Betrieb. Danach wurde sie auf den elektrifizierten Streckenabschnitten der Gesellschaft eingesetzt.
Die Achslast bei den Achsen I und II (auf der Gepäckabteilseite) betrug ohne beladenes Gepäckabteil 6,9 t (mit Beladung 7,2 t), bei den Achsen III und IV 6,3 t bzw. 6,7 t. Die Lokomotive konnte einen Kurvenradius von 90 m durchfahren. Das Übersetzungsverhältnis beträgt 16:78, die Heizspannung für die Heizung der Reisezugwagen 1,5 kV bei maximal 50 A. Die automatische Bremse arbeitet nach dem System Knorr, ferner ist eine Schraubenhandbremse vorhanden. Durch den Ausbau des Dieselmotors wurde an dieser Stelle das Gepäckabteil für Reisegepäck mit einer maximalen Beladung von 1,6 t eingebaut.

## SJ Bap
Im Zuge der allgemeinen Eisenbahnverstaatlichung wurde die SJR am 1. Juli 1951 verstaatlicht und am 1. Juli 1959 mit allen ihren ehemaligen Tochtergesellschaften in die staatliche Eisenbahngesellschaft Statens Järnvägar eingegliedert. Dabei wurde die Lokomotive übernommen und erhielt, obwohl es sich von der Bauart um einen Gepäcktriebwagen handelte (der eine Bezeichnung beginnend mit Xf erhalten hätte müssen), die Betriebsnummer Bap 3250.

## SL Bap
Am 1. Mai 1972 übergaben SJ die zu diesem Zeitpunkt noch verbliebenen elektrifizierten Strecken südlich von Rimbo mitsamt den Fahrzeugen an Storstockholms Lokaltrafik (SL). SL betreibt auf diesen Strecken Regionalverkehr unter dem Namen Roslagsbanan, der umgangssprachlichen Bezeichnung für das ehemalige Gesamtnetz.
Die Lokomotive wurden mit gleichbleibender Betriebsnummer 3250 im Reisezugdienst eingesetzt, bis sie durch die Motorwagen des Typs SL X10p ersetzt wurde.
Die Lokomotive soll sich bei Museiföreningen Stockholm-Roslagens Järnvägar (SRJmf) in Faringe befinden, wo die Lokomotive wieder auf dieselelektrischen Antrieb für den Einsatz auf der Upsala–Lenna Jernväg umgebaut werden soll.